# Concierto para violín n.º 1 (Mozart)

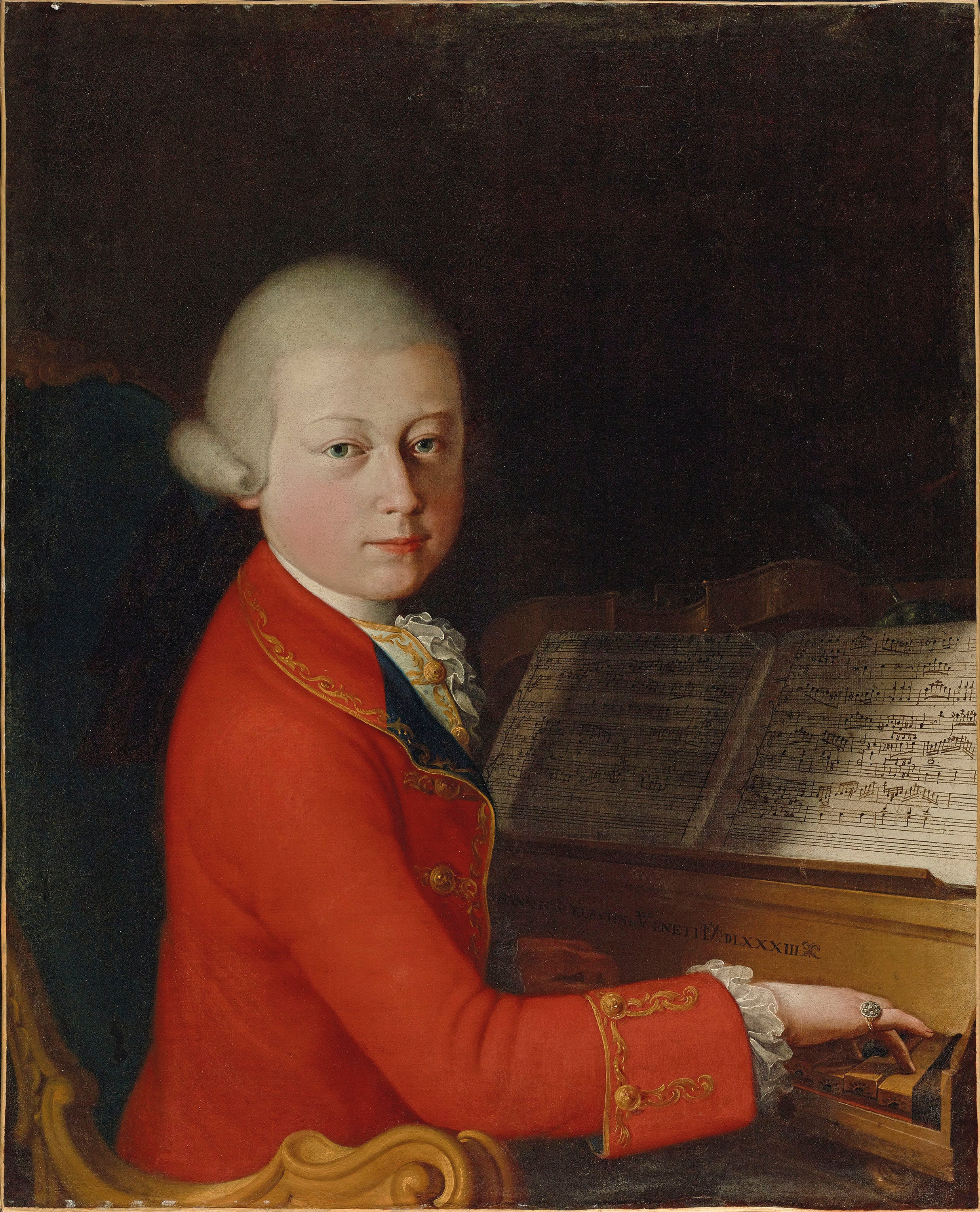
Escuela de Verona, atribuida a Giambettino Cignaroli (Salo, Verona 1706-1770). Retrato de Wolfgang Amadeus Mozart a los 13 años en Verona, 1770. Subastado en Christie's París el 27 de noviembre de 2019, procedente de la colección de los descendientes del pianista Alfred Cortot.

El Concierto para violín n.º 1 en si bemol mayor, op 22
K. 207, fue originalmente puesto por escrito en 1775 (cuando Mozart tenía diecinueve años de edad), junto con sus otros cuatro conciertos para violín. Sin embargo, el análisis de la escritura y del papel del manuscrito sobre el que se escribió el concierto sugiere que la fecha real de su composición puede hallarse en torno al año 1773.

## Estructura
Consta de tres movimientos:
1. Allegro Moderato.
2. Adagio.
3. Presto.

## Estilo
El concierto está lleno de pasajes con veloces semicorcheas y se caracteriza por su naturaleza alegre. 
El rondó n.º 1 en si bemol mayor, KV 269, para violín y orquesta, está vinculado con este concierto. Este fue previsto para reemplazar el movimiento final, y fue compuesto para cumplir con el encargo de Antonio Brunetti, un violinista de Salzburgo de la época. No obstante, el concierto se interpreta por lo general con el final original, y el rondó KV 269 se convirtió en una pieza de concierto independiente.